# Singureni (gmina w okręgu Giurgiu)
Singureni – gmina w Rumunii, w okręgu Giurgiu. Obejmuje miejscowości Crânguri, Singureni i Stejaru. W 2011 roku liczyła 3191 mieszkańców. 